# 수지맞은 우리
《수지맞은 우리》는 2024년 3월 25일부터 2024년 10월 4일까지 방송된 KBS 1TV 일일 드라마다.

## 프로그램 소개
추락한 스타 의사 진수지와 새내기 의사 채우리가 서로를 치유하면서 가족을 이루어가는 드라마

## 방송 시간
| 방송 채널 | 방송 기간                                              | 방송 시간                     | 방송 분량 |
| --------- | ------------------------------------------------------ | ----------------------------- | --------- |
| KBS 1TV   | 2024년 3월 25일 ~ 2024년 10월 4일 [1회~128회] (본방송) | 매주 평일 저녁 8:30 ~ 밤 9:00 | 30분      |

## 제작진

### 제작사
- 몬스터 유니온
- 삼화네트웍스

### 연출
- 박기현 : ( KBS2 성장드라마 《반올림#1》(공동연출), KBS2 성장드라마 《반올림#2》(공동연출), KBS2 성장드라마 《성장드라마 반올림》(공동연출), KBS2 금요드라마 《부부클리닉 사랑과 전쟁 2》(공동연출), KBS1 예능프로그램 《전국노래자랑》(공동연출), KBS2 8부작 웹드라마 《넘버 식스》(공동연출), KBS2 웹 예능프로그램 《myK Awesome Live (마이케이 어썸라이브)》(공동연출), KBS1 저녁 일일연속극 《꽃길만 걸어요》(연출), KBS2 단막극 《KBS 드라마 스페셜 - 그곳에 두고 온 라일락》(연출), KBS2 저녁 일일연속극 《빨강구두》(연출), KBS2 저녁 일일연속극 《태풍의 신부》(연출) 등 연출 )

### 극본
- 남선혜 : ( 중국 드라마 《오로라를 찾아서》(집필), KBS 1TV 일일 드라마 《여름아 부탁해》(공동 집필), SBS 아침 일일연속극 《아모르 파티 - 사랑하라, 지금》(집필) 등 집필 )

## 등장 인물
- (†) 표시는 드라마 상에서 최종적으로 사망한 인물이다.

### 주요 인물
- 함은정: 진수지/진수경 역 ( 33세 ) - 이 드라마의 여자 주인공. 해들병원 정신건강의학과 전문의. 방송인, 장수의 딸이자 선영의 친딸. 복선의 손녀. 윤자의 의붓딸. 우리(현우)의 아내. 나영의 의붓언니이자 전 형님. 도영의 이복누나. 현성의 전 의붓 처형이자 형수. 마리의 며느리. 진태의 의붓 며느리. 두리의 이복 큰형님. 양원의 이부 큰엄마이자 의붓 이모. 행운의 엄마이자 지유의 양모.
- 백성현: 채우리/한현우 역 ( 35세 ) - 이 드라마의 남자 주인공. 해들병원 정신건강의학과 의사.두리의 양오빠. 죽은 승환의 생물학적 아들이자 마리 친아들이자 진태의 의붓아들. 현성의 이부 형. 수지(수경)의 남편. 나영의 의붓 형부이자 전 아주버님. 양원의 이부 큰아빠이자 의붓 이모부. 행운의 아빠이자 지유의 양부.
- 오현경: 채선영 역 ( 58세 ) - 마당집 사장 겸 주방장.수지(수경)의 친모. 장수의 전처. 우창의 아내. 우리(현우),두리,아라의 양모. 복선의 전 며느리. 마리와 진태의 사돈이자 장수와 윤자의 사돈. 도영의 장모. 행운의 외할머니이자 지유의 양외할머니, 윤자의 고향 선배.
- 강별: 진나영/릴리 역 ( 31세 ) - 이 드라마의 서브 여자 주인공. 리포터, 해들병원 홍보실장,수지(수경)의 의붓동생이자 전 동서. 현성의 전처. 양원의 생모. 산후 우울증 환자. 마리와 진태의 전 며느리. 우리(현우)의 의붓 처제이자 전 제수. 두리의 이부형님. 행운의 의붓이모, 지유의 양이모. 동주의 이부 고모.
- 신정윤: 한현성 역(4회~128회) (34세) - 이 드라마의 서브 남자 주인공. 해들병원 경영기획 본부장. 진태와 마리의 아들. 나영(릴리)의 전 남편. 양원의 아빠. 우리(현우)의 이부 동생. 수지의 전 의붓 제부이자 서방님. 행운의 이부 작은아빠.

수지네 가족
- 윤다훈: 진장수 역 ( 63세 ) - 요식 사업자, 복선의 아들. 25년 전 이혼한 선영의 전 남편. 윤자의 남편. 수지(수경)의 아버지. 나영(릴리)의 계부. 도영의 친부. 두리의 시아버지. 우리(현우)의 장인. 현성의 전 장인. 양원의 의붓 할아버지이자 행운의 외할아버지이자 지유의 양 외할아버지 , 동주의 친할아버지.
- 조미령: 장윤자 역 ( 54세 ) - 전업주부, 장수의 두번째 아내. 25년 전 선영에게 거짓말을 해 수지(수경)과 헤어지게 만든 장본인. 도영과 나영(릴리)의 생모. 수지(수경)의 계모. 두리의 시어머니. 우리(현우)의 장모. 현성의 전 장모. 양원의 외할머니이자 행운의 의붓 외할머니. 동주의 친할머니, 선영의 고향후배.
- 서권순: 박복선 역 ( 83세 ) - 장수의 모친. 윤자의 시어머니. 두리의 시할머니. 우리(현우)와 현성의 장모할머니. 선영의 전 시어머니. 수지(수경)의 할머니. 나영의 의붓 할머니. 양원의 의붓 증조 할머니이자 행운&동주 증조할머니. 지유의 양 증조 할머니. 독실한 가톨릭 신자.
- 김종훈: 진도영 역 ( 29세 ) - 장수와 윤자의 친아들. 복선의 장손. 수지(수경)의 이복동생이자, 나영(릴리)의 이부동생. 두리의 남편. 동주의 아빠. 양원과 지유, 행운의 외삼촌.

### 마당집 사람들
- 임호: 강우창 역 ( 51세 ) - 마당집 부주방 정순의 남동생. 선영의 남편. 우리(현우), 두리, 아라의 양부 ,수지(수경)의 새아버지, 행운&동주, 지유의 새 외할아버지
- 이상숙: 강정순 역 ( 63세 ) - 마당집 사장, 우창의 누나.
- 송예빈: 채두리 역 ( 25세 ) - 방송사 보조 분장사. 우리(현우)의 양동생. 도영의 아내. 동주의 엄마. 양원&행운의 외숙모. 수지(수경)의 이복올케. 나영(릴리)의 이부올케.
- 윤채나: 조아라 역(2회~128회) ( 7세 ) - 마당집 종업원 효선이 버리고 간 아이. 선영과 우창의 양딸.

### 현성네 가족
- 선우재덕: 한진태 역 ( 62세 ) - 이 드라마의 악역이 된 선역이자 중간 보스. 해들병원 원장이자 신경외과 전문의. 마리의 전남편. 현성의 아버지. 양원의 친할아버지. 행운의 의붓 할아버지. 25년 전 어린 우리(현우)를 모른 척한 장본인. 우리(현우)의 계부. 수지의 시아버지. 나영의 전 시아버지
- 김희정: 김마리 역 ( 57세 ) - 해들재단 이사장. 진태의 전처. 현성의 어머니이자 우리(현우)의 친모. 양원과 행운의 친할머니. 지유의 양할머니 ,수지의 시어머니, 나영의 전 시어머니.

### 해들병원 사람들
- 김광영: 모영수 역 ( 48세 ) - 해들병원 정신건강의학과 과장이자 교수. 부원장으로 승진, 수지와 우리의 조력자
- 이시영: 윤가림 역 ( 33세 ) - 해들병원 정신과 간호사이자 수지(수경)의 유일한 친구
- 김영훈: 안수빈 역 ( 38세 ) - 정신건강의학과 보호사

### 그 외 인물
- 김수아: 연지 역 - 아라의 유치원 선생님.
- 김덕현: 방송국 국장 역 - 기획사 팀장
- 이주은: 손지나 역 - 아나운서.
- 최범호: 민 의원 역 - 민호연의 아버지
- 유지연: 최혜영 역 -은우의 엄마
- 미상 : 지은우 역 - 지한그룹의 딸, 혜영의 딸, 수지의 환자
- 정예서: 효선 역 (123회~124회) - 아라의 생모이자 과거 마당집 종업원.
- 심지유: 지유 역 (127회~128회) - 우리가 있었던 고아원 소녀. 수지와 우리(현우)의 양딸 , 행운의 누나.

### 기타 인물
- 정태령 : 주희 역 - 해들병원 관계자
- 김하린 : 서지영 역 - 김마리의 비서
- 오윤수 : 오비서 역 - 김마리의 비서
- 백진욱 : 최기영 역 - 방송국 PD
- 문기범 : 방송국 FD 역
- 미상 : 담당 과장 역
- 미상 : 고승환(한승환) 역 - 무명화가. 채우리(한현우)의 생물학적 친부. 수지의 친 시아버지 , 행운의 친할아버지.
- 박귀순 : 스님 역
- 서예란 : 민호연 역-민 의원의 딸
- 김동찬 : 찰리 강 역 - 진장수와 진도영에게 사기 치는 작곡가.
- 미상 : 변호사 역
- 심려진 : 정순정 역 - 우리(현우)를 훔쳐간 우리(현우)의 양어머니. 암 환자이다.
- 박종보 : 전직 형사 역
- 미상 : 진태의 장인 역
- 미상 : 정순정의 사촌오빠 역
- 미상 : 기자 역
- 정현석 : 현성의 주치의 역
- 미상 : 산부인과 의사 역
- 한세진 : 반진호 역 - 해들병원 관계자
- 이다경 : 스타일리스트 역 - 채두리의 동료 분장사이자 선배.
- 홍하나임 : 송지원 역 - 반진호의 여자친구,
- 미상 : 김영수 역 - 해들병원의 최초 설립자이자, 김마리의 아버지. 한현성, 채우리(한현우)의 외할아버지.
- 미상 : 장형사 역 - 현우 실종 담당했던 형사

### 특별 출연
- 주영훈: 주영훈 역 (81회) - 진도영에게 곡을 주려고 하는 작곡가. 진장수의 학교 후배.

## 시청률
최저 시청률과 최고 시청률은 시청률 조사회사와 지역별로 시청률에 차이가 있을 수 있습니다.
| 2024년  | 2024년   | 2024년         | 2024년         | 2024년       |
| 회차    | 방송일   | TNMS 시청률    | AGB 시청률     | AGB 시청률   |
| 회차    | 방송일   | 대한민국(전국) | 대한민국(전국) | 서울(수도권) |
| ------- | -------- | -------------- | -------------- | ------------ |
| 제1회   | 3월 25일 | -              | 12.6%          | 10.8%        |
| 제2회   | 3월 26일 | -              | 10.8%          | 9.0%         |
| 제3회   | 3월 27일 | -              | 11.6%          | 10.3%        |
| 제4회   | 3월 28일 | -              | 11.4%          | 9.7%         |
| 제5회   | 3월 29일 | -              | 9.4%           | 8.1%         |
| 제6회   | 4월 1일  | -              | 11.8%          | 10.4%        |
| 제7회   | 4월 2일  | -              | 10.0%          | 8.4%         |
| 제8회   | 4월 3일  | -              | 12.2%          | 10.9%        |
| 제9회   | 4월 4일  | -              | 11.8%          | 10.1%        |
| 제10회  | 4월 5일  | -              | 10.0%          | 8.3%         |
| 제11회  | 4월 8일  | -              | 11.3%          | 9.5%         |
| 제12회  | 4월 9일  | -              | 10.7%          | 9.6%         |
| 제13회  | 4월 11일 | -              | 10.8%          | 9.1%         |
| 제14회  | 4월 12일 | -              | 9.7%           | 8.0%         |
| 제15회  | 4월 15일 | -              | 12.1%          | 10.3%        |
| 제16회  | 4월 16일 | -              | 10.3%          | 8.8%         |
| 제17회  | 4월 17일 | -              | 10.6%          | 8.8%         |
| 제18회  | 4월 18일 | -              | 10.8%          | 9.2%         |
| 제19회  | 4월 19일 | -              | 9.6%           | 8.4%         |
| 제20회  | 4월 22일 | -              | 10.9%          | 8.9%         |
| 제21회  | 4월 23일 | -              | 10.6%          | 9.0%         |
| 제22회  | 4월 24일 | -              | 11.5%          | 10.2%        |
| 제23회  | 4월 25일 | -              | 11.6%          | 10.0%        |
| 제24회  | 4월 26일 | -              | 10.1%          | 8.3%         |
| 제25회  | 4월 29일 | -              | 11.6%          | 9.5%         |
| 제26회  | 4월 30일 | -              | 10.4%          | 8.7%         |
| 제27회  | 5월 1일  | -              | 10.7%          | 9.2%         |
| 제28회  | 5월 2일  | -              | 11.6%          | 9.7%         |
| 제29회  | 5월 3일  | -              | 9.6%           | 8.0%         |
| 제30회  | 5월 6일  | -              | 12.2%          | 10.2%        |
| 제31회  | 5월 7일  | -              | 11.8%          | 9.8%         |
| 제32회  | 5월 8일  | -              | 11.1%          | 9.0%         |
| 제33회  | 5월 9일  | -              | 11.6%          | 9.6%         |
| 제34회  | 5월 10일 | -              | 10.8%          | 9.2%         |
| 제35회  | 5월 13일 | -              | 11.6%          | 9.8%         |
| 제36회  | 5월 14일 | -              | 11.4%          | 10.3%        |
| 제37회  | 5월 15일 | -              | 12.3%          | 10.7%        |
| 제38회  | 5월 16일 | -              | 12.4%          | 10.6%        |
| 제39회  | 5월 17일 | -              | 10.9%          | 9.2%         |
| 제40회  | 5월 20일 | -              | 11.4%          | 9.2%         |
| 제41회  | 5월 21일 | -              | 12.0%          | 10.3%        |
| 제42회  | 5월 22일 | -              | 11.6%          | 9.5%         |
| 제43회  | 5월 23일 | -              | 11.4%          | 9.8%         |
| 제44회  | 5월 24일 | -              | 11.1%          | 9.9%         |
| 제45회  | 5월 27일 | -              | 12.3%          | 10.2%        |
| 제46회  | 5월 28일 | -              | 11.8%          | 10.0%        |
| 제47회  | 5월 29일 | -              | 12.2%          | 10.4%        |
| 제48회  | 5월 30일 | -              | 12.9%          | 10.5%        |
| 제49회  | 5월 31일 | -              | 11.1%          | 9.1%         |
| 제50회  | 6월 3일  | -              | 12.3%          | 10.2%        |
| 제51회  | 6월 4일  | -              | 11.8%          | 9.7%         |
| 제52회  | 6월 5일  | -              | 12.1%          | 10.4%        |
| 제53회  | 6월 6일  | -              | 11.9%          | 9.7%         |
| 제54회  | 6월 7일  | -              | 10.5%          | 8.1%         |
| 제55회  | 6월 10일 | -              | 12.3%          | 10.3%        |
| 제56회  | 6월 11일 | -              | 11.8%          | 10.3%        |
| 제57회  | 6월 12일 | -              | 12.4%          | 10.8%        |
| 제58회  | 6월 13일 | -              | 12.7%          | 10.1%        |
| 제59회  | 6월 14일 | -              | 11.6%          | 9.8%         |
| 제60회  | 6월 17일 | -              | 12.7%          | 10.5%        |
| 제61회  | 6월 18일 | -              | 12.3%          | 10.5%        |
| 제62회  | 6월 19일 | -              | 13.1%          | 11.1%        |
| 제63회  | 6월 20일 | -              | 13.4%          | 12.0%        |
| 제64회  | 6월 21일 | -              | 11.5%          | 9.7%         |
| 제65회  | 6월 24일 | -              | 12.6%          | 10.2%        |
| 제66회  | 6월 25일 | -              | 12.4%          | 10.1%        |
| 제67회  | 6월 26일 | -              | 13.0%          | 11.2%        |
| 제68회  | 6월 27일 | -              | 13.2%          | 11.0%        |
| 제69회  | 6월 28일 | -              | 11.9%          | 9.9%         |
| 제70회  | 7월 1일  | -              | 13.6%          | 11.8%        |
| 제71회  | 7월 2일  | -              | 14.1%          | 12.5%        |
| 제72회  | 7월 3일  | -              | 13.1%          | 12.0%        |
| 제73회  | 7월 4일  | -              | 13.3%          | 12.0%        |
| 제74회  | 7월 5일  | -              | 12.7%          | 11.3%        |
| 제75회  | 7월 8일  | -              | 14.1%          | 12.7%        |
| 제76회  | 7월 9일  | -              | 13.2%          | 11.6%        |
| 제77회  | 7월 10일 | -              | 13.4%          | 11.7%        |
| 제78회  | 7월 11일 | -              | 12.5%          | 10.5%        |
| 제79회  | 7월 12일 | -              | 12.4%          | 11.2%        |
| 제80회  | 7월 15일 | -              | 13.9%          | 12.3%        |
| 제81회  | 7월 16일 | -              | 14.1%          | 12.5%        |
| 제82회  | 7월 17일 | -              | 13.6%          | 12.0%        |
| 제83회  | 7월 18일 | -              | 14.1%          | 12.4%        |
| 제84회  | 7월 19일 | -              | 12.7%          | 10.9%        |
| 제85회  | 7월 22일 | -              | 14.3%          | 12.2%        |
| 제86회  | 7월 23일 | -              | 13.5%          | 12.0%        |
| 제87회  | 7월 24일 | -              | 13.5%          | 11.9%        |
| 제88회  | 7월 25일 | -              | 14.4%          | 12.7%        |
| 제89회  | 7월 26일 | -              | 13.4%          | 12.0%        |
| 제90회  | 8월 12일 | -              | 13.5%          | 11.7%        |
| 제91회  | 8월 13일 | -              | 14.0%          | 12.7%        |
| 제92회  | 8월 14일 | -              | 12.6%          | 11.0%        |
| 제93회  | 8월 15일 | -              | 13.5%          | 11.8%        |
| 제94회  | 8월 19일 | -              | 13.7%          | 11.8%        |
| 제95회  | 8월 20일 | -              | 14.6%          | 12.2%        |
| 제96회  | 8월 21일 | -              | 14.1%          | 12.4%        |
| 제97회  | 8월 22일 | -              | 14.1%          | 11.9%        |
| 제98회  | 8월 23일 | -              | 13.1%          | 11.8%        |
| 제99회  | 8월 26일 | -              | 14.6%          | 12.8%        |
| 제100회 | 8월 27일 | -              | 14.4%          | 12.9%        |
| 제101회 | 8월 28일 | -              | 14.1%          | 12.2%        |
| 제102회 | 8월 29일 | -              | 15.2%          | 13.5%        |
| 제103회 | 8월 30일 | -              | 14.2%          | 12.4%        |
| 제104회 | 9월 2일  | -              | 14.6%          | 13.0%        |
| 제105회 | 9월 3일  | -              | 14.2%          | 12.3%        |
| 제106회 | 9월 4일  | -              | 14.3%          | 12.4%        |
| 제107회 | 9월 5일  | -              | 14.0%          | 12.5%        |
| 제108회 | 9월 6일  | -              | 13.3%          | 12.4%        |
| 제109회 | 9월 9일  | -              | 14.8%          | 12.7%        |
| 제110회 | 9월 10일 | -              | 14.1%          | 12.6%        |
| 제111회 | 9월 11일 | -              | 14.5%          | 12.8%        |
| 제112회 | 9월 12일 | -              | 14.8%          | 12.9%        |
| 제113회 | 9월 13일 | -              | 14.4%          | 13.0%        |
| 제114회 | 9월 16일 | -              | 12.1%          | 10.5%        |
| 제115회 | 9월 17일 | -              | 10.5%          | 9.4%         |
| 제116회 | 9월 18일 | -              | 12.9%          | 11.4%        |
| 제117회 | 9월 19일 | -              | 15.0%          | 12.8%        |
| 제118회 | 9월 20일 | -              | 13.7%          | 12.2%        |
| 제119회 | 9월 23일 | -              | 14.3%          | 12.6%        |
| 제120회 | 9월 24일 | -              | 15.6%          | 14.1%        |
| 제121회 | 9월 25일 | -              | 14.8%          | 13.0%        |
| 제122회 | 9월 26일 | -              | 15.7%          | 13.6%        |
| 제123회 | 9월 27일 | -              | 14.1%          | 12.2%        |
| 제124회 | 9월 30일 | -              | 15.4%          | 13.6%        |
| 제125회 | 10월 1일 | -              | 15.0%          | 13.9%        |
| 제126회 | 10월 2일 | -              | 13.3%          | 12.5%        |
| 제127회 | 10월 3일 | -              | 15.9%          | 14.1%        |
| 제128회 | 10월 4일 | -              | 14.2%          | 12.8%        |

## OST
- Part 1. SER!N(세린) - Only you(2024. 3. 25. 발매)
- Part 2. Saera(새라) - 칵테일 사랑(2024. 4. 1. 발매)[2]
- Part 3. SoulCry(소울크라이) - really like U(2024. 4. 8. 발매)
- Part 4. Saera(새라), 이한울 - 칵테일 사랑(2024. 4. 15. 발매)[3]
- Part 5. 원셋(1set) - Loving you(2024. 4. 22. 발매)
- Part 6. welle(웰르) - 한걸음(2024. 4. 29. 발매)
- Part 7. 리디아(Lydia) - 착한 거짓말(2024. 5. 6. 발매)
- Part 8. 송푸름 - 월차[月次](2024. 5. 13. 발매)
- Part 9. 주원탁 - 너를 사랑한 날들(2024. 5. 20. 발매)
- Part 10. 더 브릿지(The Bridge) - 지나간 사랑(2024. 5. 27. 발매)
- Part 11. 안예슬 - 심해어(2024. 6. 3. 발매)
- Part 12. 모닝커피 - 널 많이 사랑한 내 잘못이었을까(2024. 6. 10. 발매)
- Part 13. 안예슬, 누구(NUGU) - 저 하늘의 별빛을 보며(2024. 6. 17. 발매)
- Part 14. 하진우 - 하루 끝(2024. 6. 20. 발매)
- Part 15. 태남 - 그대가 있다(2024. 6. 24. 발매)
- Part 16. 김종훈 - 아아송(2024. 6. 27. 발매)[4]
- Part 17. 숙희 - 내 사랑은 여기 다 썼으니(2024. 7. 1. 발매)
- Part 18. 이동은 - 오늘도 그대만을(2024. 7. 4. 발매)
- Part 19. 이동윤 - 기대하는 일(2024. 7. 8. 발매)
- Part 20. 누구(NUGU) - 수많은 날 수많은 밤(2024. 7. 11. 발매)
- Part 21. 송민경 - 꿈결같은 날들(2024. 7. 15. 발매)
- Part 22. 이형구 - 너의 기억(2024. 7. 18. 발매)
- Part 23. 황시연 - 난 오늘도 이 길을 걸어(2024. 7. 22. 발매)
- Part 24. 상수역 1번 출구 - 널 놓을 수 없는 나라서(2024. 7. 25. 발매)
- Part 25. 우이경 - 그대만 사랑해(2024. 7. 29. 발매)
- Part 26. 조문근 - 인생(2024. 8. 1. 발매)
- Part 27. 여은 - 그대라는 하루(2024. 8. 5. 발매)
- Part 28. 우은미 - 사실은 난(2024. 8. 8. 발매)
- Part 29. 허공 - 시간이 나에게 거짓말을 하나 봐(2024. 8. 12. 발매)
- Part 30. 조아서 - 이젠 견디기 힘들어(2024. 8. 15. 발매)
- Part 31. 이수호 - 좋지 아니한가(2024. 8. 19. 발매)
- Part 32. 김민울 - WONDERLAND(2024. 8. 22. 발매)
- Part 33. 한경일 - 미안해요 내 사랑(2024. 8. 26. 발매)
- Part 34. 란(Ran) - 언제나 너뿐이라고(2024. 9. 2. 발매)
- Part 35. 신민경 - 마음이 가는 길(2024. 9. 5. 발매)
- Part 36. 우하나 - 많이 사랑했어(2024. 9. 9. 발매)
- Part 37. 밈(mim) - 너 없이 어떻게 살아(2024. 9. 12. 발매)
- Part 38. 이보람(Koni) - 어떤 날엔(2024. 9. 16. 발매)
- Part 39. 나은설 - 잘 지내볼게(2024. 9. 19. 발매)
- Part 40. 장혜리 - 별이 잠든 밤 내가 비춰줄게(2024. 9. 23. 발매)
- Part 41. 관서현 보살 - 행복 슬픔 사랑은 그리고 이별은(2024. 10. 3. 발매)

## 수상 목록
- 2024년 제10회 에이판 스타 어워즈 장편드라마 부문 여자 우수연기상 (오현경)
- 2024년 KBS 연기대상 일일드라마 부문 남자 우수상 (백성현)
- 2024년 KBS 연기대상 일일드라마 부문 여자 우수상 (함은정)
- 2024년 KBS 연기대상 베스트 커플상 (백성현&함은정)

## 결방 사유 및 연장
- 2024년 4월 10일 : 《4.10 국회의원 선거 내 삶을 바꾸는 선택》 개표 방송 편성으로 인한 결방.
- 2024년 7월 29일 ~ 2024년 8월 2일: 《2024 파리 올림픽》 중계 방송 편성으로 인한 결방.
- 2024년 8월 5일 ~ 2024년 8월 9일: 《일일 연속극 수지맞은 우리 스페셜》 대체 편성으로 인한 결방.
- 2024년 8월 16일 : 《2024 파리 올림픽 기념 국민 대축제 파리의 영웅들》 대체 편성으로 인한 결방.
- 수지맞은 우리 방영 분량이 120부작에서 8회 연장되어 128부작으로 변경 및 확정되었다.